# Nikolai Alexejewitsch Witaschewski
Nikolai Alexejewitsch Witaschewski, russisch Николай Алексеевич Виташевский (* 1857; † 1918) war ein russischer Ethnograph und Narodnik. Er lieferte wichtige Beiträge zu Ethnographie der Jakuten.

## Werke
- N. A. Vitaševskij: Aus den Beobachtungen der jakutischen Schamanenauftritte (russ.) (Museum für Anthropologie und Ethnographie der Russischen Akademie der Wissenschaften, Band V) (Buchbesprechung; PDF; 528 kB)
- D. Pavlinov, N. Vitaševskij und L. Loewenthal: Matériaux pour servir à l'étude du droit contumier et de la vie sociale des iakoutes (russ.). Akad. Nauk, Leningrad 1929. (Akad. Nauk SSSR. Trudy Komissii po izuč. Jakutskoj Avtonomnoj Sov. Soc. Resp.; 4)